# Seven de Canadá 2022
El Seven de Canadá 2022 fue el sexto torneo de la Serie Mundial Masculina de Rugby 7 2021-22.
Se realizó entre 16 y 17 de abril de 2022 en el Estadio BC Place en Vancouver, Canadá.

## Formato
Se dividen en cuatro grupos de cuatro equipos, cada grupo se resuelve con el sistema de todos contra todos a una sola ronda; la victoria otorga 3 puntos, el empate 2 y la derrota 1 punto.
Los dos equipos con más puntos en cada grupo avanzan a cuartos de final de la Copa. Los cuatro ganadores avanzan a semifinales de la Copa, y los cuatro perdedores a semifinales por el quinto puesto.
Los dos equipos con menos puntos en cada grupo jugaron la Challenge Trophy, definiendo en la misma el puesto final a ocupar en el torneo y los puntos correspondientes a tal mérito que suman para la tabla anual de la  Serie Mundial Masculina de Rugby 7 2021-22.

## Fase de grupos
|  | Avanzan a cuartos de final. |

### Grupo A
| Pos | Países         | Partidos | Partidos | Partidos | Tantos | Tantos | Tantos | Pts |
| Pos | Países         | G        | E        | P        | PF     | PC     | DP     | Pts |
| --- | -------------- | -------- | -------- | -------- | ------ | ------ | ------ | --- |
| 1   | Fiyi           | 3        | 0        | 0        | 98     | 31     | +67    | 9   |
| 2   | Inglaterra     | 1        | 0        | 2        | 50     | 59     | -9     | 5   |
| 3   | Estados Unidos | 1        | 0        | 2        | 49     | 71     | -22    | 5   |
| 4   | Kenia          | 1        | 0        | 2        | 38     | 74     | -36    | 5   |

| 16 de abril | Estados Unidos | 17 - 19 | Kenia |  |  |

| 16 de abril | Fiyi | 27 - 12 | Inglaterra |  |  |

| 16 de abril | Estados Unidos | 20 - 19 | Inglaterra |  |  |

| 16 de abril | Fiyi | 38 - 7 | Kenia |  |  |

| 16 de abril | Kenia | 12 - 19 | Inglaterra |  |  |

| 16 de abril | Fiyi | 33 - 12 | Estados Unidos |  |  |

### Grupo B
| Pos | Países        | Partidos | Partidos | Partidos | Tantos | Tantos | Tantos | Pts |
| Pos | Países        | G        | E        | P        | PF     | PC     | DP     | Pts |
| --- | ------------- | -------- | -------- | -------- | ------ | ------ | ------ | --- |
| 1   | Nueva Zelanda | 3        | 0        | 0        | 109    | 43     | +66    | 9   |
| 2   | Samoa         | 2        | 0        | 1        | 85     | 53     | +32    | 7   |
| 3   | Gales         | 1        | 0        | 2        | 36     | 78     | -42    | 5   |
| 4   | Japón         | 0        | 0        | 3        | 38     | 94     | -56    | 3   |

| 16 de abril | Samoa | 26 - 12 | Gales |  |  |

| 16 de abril | Nueva Zelanda | 40 - 14 | Japón |  |  |

| 16 de abril | Samoa | 35 - 10 | Japón |  |  |

| 16 de abril | Nueva Zelanda | 38 - 5 | Gales |  |  |

| 16 de abril | Gales | 19 - 14 | Japón |  |  |

| 16 de abril | Nueva Zelanda | 31 - 24 | Samoa |  |  |

### Grupo C
| Pos | Países    | Partidos | Partidos | Partidos | Tantos | Tantos | Tantos | Pts |
| Pos | Países    | G        | E        | P        | PF     | PC     | DP     | Pts |
| --- | --------- | -------- | -------- | -------- | ------ | ------ | ------ | --- |
| 1   | Sudáfrica | 3        | 0        | 0        | 72     | 45     | +27    | 9   |
| 2   | Australia | 2        | 0        | 1        | 85     | 32     | +53    | 7   |
| 3   | Canadá    | 1        | 0        | 2        | 50     | 66     | -16    | 5   |
| 4   | España    | 0        | 0        | 3        | 33     | 95     | -62    | 3   |

| 16 de abril | Sudáfrica | 31 - 12 | España |  |  |

| 16 de abril | Australia | 26 - 10 | Canadá |  |  |

| 16 de abril | Sudáfrica | 19 - 14 | Canadá |  |  |

| 16 de abril | Australia | 38 - 0 | España |  |  |

| 16 de abril | España | 21 - 26 | Canadá |  |  |

| 16 de abril | Australia | 19 - 22 | Sudáfrica |  |  |

### Grupo D
| Pos | Países    | Partidos | Partidos | Partidos | Tantos | Tantos | Tantos | Pts |
| Pos | Países    | G        | E        | P        | PF     | PC     | DP     | Pts |
| --- | --------- | -------- | -------- | -------- | ------ | ------ | ------ | --- |
| 1   | Argentina | 2        | 1        | 0        | 62     | 36     | +26    | 8   |
| 2   | Francia   | 2        | 1        | 0        | 62     | 43     | +19    | 8   |
| 3   | Irlanda   | 1        | 0        | 2        | 50     | 67     | -17    | 5   |
| 4   | Escocia   | 0        | 0        | 3        | 36     | 64     | -28    | 3   |

| 16 de abril | Argentina | 12 - 12 | Francia |  |  |

| 16 de abril | Irlanda | 19 - 12 | Escocia |  |  |

| 16 de abril | Argentina | 24 - 5 | Escocia |  |  |

| 16 de abril | Irlanda | 12 - 29 | Francia |  |  |

| 16 de abril | Francia | 21 - 19 | Escocia |  |  |

| 16 de abril | Irlanda | 19 - 26 | Argentina |  |  |

### Definición 13° puesto
|  | Semifinal      | Semifinal      | Semifinal |        |                | 13° puesto     | 13° puesto | 13° puesto |  |
|  |                |                |           |        |                |                |            |            |  |
|  |                |                |           |        |                |                |            |            |  |
|  | Estados Unidos | Estados Unidos | 33        |        |                |                |            |            |  |
|  | Estados Unidos | Estados Unidos | 33        |        |                |                |            |            |  |
|  | Japón          | Japón          | 12        |        |                |                |            |            |  |
|  | Japón          | Japón          | 12        |        | Estados Unidos | Estados Unidos | 33         |            |  |
|  |                |                |           |        | Estados Unidos | Estados Unidos | 33         |            |  |
|  |                |                | España    | España | 24             |                |            |            |  |
|  | Kenia          | Kenia          | España    | España | 24             | 7              |            |            |  |
|  | Kenia          | Kenia          |           |        |                | 7              |            |            |  |
|  | España         | España         | 24        |        |                |                |            |            |  |
|  | España         | España         | 24        |        |                |                |            |            |  |
|  |                |                |           |        |                |                |            |            |  |

### Copa de plata
|  | Cuartos de final | Cuartos de final | Cuartos de final |         |         | Semifinales | Semifinales | Semifinales |  |        | Copa   | Copa | Copa |  |
|  |                  |                  |                  |         |         |             |             |             |  |        |        |      |      |  |
|  |                  |                  |                  |         |         |             |             |             |  |        |        |      |      |  |
|  | Estados Unidos   | Estados Unidos   | 12               |         |         |             |             |             |  |        |        |      |      |  |
|  | Estados Unidos   | Estados Unidos   | 12               |         |         |             |             |             |  |        |        |      |      |  |
|  | Escocia          | Escocia          | 24               |         |         |             |             |             |  |        |        |      |      |  |
|  | Escocia          | Escocia          | 24               |         | Escocia | Escocia     | 22          |             |  |        |        |      |      |  |
|  |                  |                  |                  |         | Escocia | Escocia     | 22          |             |  |        |        |      |      |  |
|  |                  |                  | Canadá           | Canadá  | 26      |             |             |             |  |        |        |      |      |  |
|  | Canadá           | Canadá           | Canadá           | Canadá  | 26      | 29          |             |             |  |        |        |      |      |  |
|  | Canadá           | Canadá           |                  |         |         |             |             |             |  |        |        |      |      |  |
|  | Japón            | Japón            | 5                |         |         |             |             |             |  |        |        |      |      |  |
|  | Japón            | Japón            | 5                |         |         |             |             |             |  | Canadá | Canadá | 7    |      |  |
|  |                  |                  |                  |         |         |             |             |             |  | Canadá | Canadá | 7    |      |  |
|  |                  |                  | Irlanda          | Irlanda | 17      |             |             |             |  |        |        |      |      |  |
|  | Irlanda          | Irlanda          | Irlanda          | Irlanda | 17      | 21          |             |             |  |        |        |      |      |  |
|  | Irlanda          | Irlanda          |                  |         |         |             |             |             |  |        |        |      |      |  |
|  | Kenia            | Kenia            | 14               |         |         |             |             |             |  |        |        |      |      |  |
|  | Kenia            | Kenia            | 14               |         | Irlanda | Irlanda     | 14          |             |  |        |        |      |      |  |
|  |                  |                  |                  |         | Irlanda | Irlanda     | 14          |             |  |        |        |      |      |  |
|  |                  |                  | Gales            | Gales   | 12      |             |             |             |  |        |        |      |      |  |
|  | Gales            | Gales            | Gales            | Gales   | 12      | 19          |             |             |  |        |        |      |      |  |
|  | Gales            | Gales            |                  |         |         |             |             |             |  |        |        |      |      |  |
|  | España           | España           | 14               |         |         |             |             |             |  |        |        |      |      |  |
|  | España           | España           | 14               |         |         |             |             |             |  |        |        |      |      |  |
|  |                  |                  |                  |         |         |             |             |             |  |        |        |      |      |  |

### Definición 5° puesto
|  | Semifinal     | Semifinal     | Semifinal     |               |           | 5° puesto | 5° puesto | 5° puesto |  |
|  |               |               |               |               |           |           |           |           |  |
|  |               |               |               |               |           |           |           |           |  |
|  | Francia       | Francia       | 7             |               |           |           |           |           |  |
|  | Francia       | Francia       | 7             |               |           |           |           |           |  |
|  | Sudáfrica     | Sudáfrica     | 36            |               |           |           |           |           |  |
|  | Sudáfrica     | Sudáfrica     | 36            |               | Sudáfrica | Sudáfrica | 17        |           |  |
|  |               |               |               |               | Sudáfrica | Sudáfrica | 17        |           |  |
|  |               |               | Nueva Zelanda | Nueva Zelanda | 15        |           |           |           |  |
|  | Inglaterra    | Inglaterra    | Nueva Zelanda | Nueva Zelanda | 15        | 5         |           |           |  |
|  | Inglaterra    | Inglaterra    |               |               |           | 5         |           |           |  |
|  | Nueva Zelanda | Nueva Zelanda | 34            |               |           |           |           |           |  |
|  | Nueva Zelanda | Nueva Zelanda | 34            |               |           |           |           |           |  |
|  |               |               |               |               |           |           |           |           |  |

### Copa de oro
|  | Cuartos de final | Cuartos de final | Cuartos de final |           |           | Semifinales | Semifinales | Semifinales |       |              | Copa         | Copa         | Copa |  |
|  |                  |                  |                  |           |           |             |             |             |       |              |              |              |      |  |
|  |                  |                  |                  |           |           |             |             |             |       |              |              |              |      |  |
|  | Fiyi             | Fiyi             | 24               |           |           |             |             |             |       |              |              |              |      |  |
|  | Fiyi             | Fiyi             | 24               |           |           |             |             |             |       |              |              |              |      |  |
|  | Francia          | Francia          | 21               |           |           |             |             |             |       |              |              |              |      |  |
|  | Francia          | Francia          | 21               |           | Fiyi      | Fiyi        | 45          |             |       |              |              |              |      |  |
|  |                  |                  |                  |           | Fiyi      | Fiyi        | 45          |             |       |              |              |              |      |  |
|  |                  |                  | Samoa            | Samoa     | 5         |             |             |             |       |              |              |              |      |  |
|  | Sudáfrica        | Sudáfrica        | Samoa            | Samoa     | 5         | 17          |             |             |       |              |              |              |      |  |
|  | Sudáfrica        | Sudáfrica        |                  |           |           |             |             |             |       |              |              |              |      |  |
|  | Samoa            | Samoa            | 28               |           |           |             |             |             |       |              |              |              |      |  |
|  | Samoa            | Samoa            | 28               |           |           |             |             |             |       | Fiyi         | Fiyi         | 10           |      |  |
|  |                  |                  |                  |           |           |             |             |             |       | Fiyi         | Fiyi         | 10           |      |  |
|  |                  |                  | Argentina        | Argentina | 29        |             |             |             |       |              |              |              |      |  |
|  | Argentina        | Argentina        | Argentina        | Argentina | 29        | 40          |             |             |       |              |              |              |      |  |
|  | Argentina        | Argentina        |                  |           |           |             |             |             |       |              |              |              |      |  |
|  | Inglaterra       | Inglaterra       | 17               |           |           |             |             |             |       |              |              |              |      |  |
|  | Inglaterra       | Inglaterra       | 17               |           | Argentina | Argentina   | 24          |             |       | Tercer lugar | Tercer lugar | Tercer lugar |      |  |
|  |                  |                  |                  |           | Argentina | Argentina   | 24          |             |       | Tercer lugar | Tercer lugar | Tercer lugar |      |  |
|  |                  |                  | Australia        | Australia | 12        |             |             |             |       |              |              |              |      |  |
|  | Nueva Zelanda    | Nueva Zelanda    | Australia        | Australia | 12        | 12          |             |             | Samoa | Samoa        | 19           |              |      |  |
|  | Nueva Zelanda    | Nueva Zelanda    |                  |           |           |             |             |             | Samoa | Samoa        | 19           |              |      |  |
|  | Australia        | Australia        | 19               |           |           |             |             |             |       |              | Australia    | Australia    | 21   |  |
|  | Australia        | Australia        | 19               |           |           |             |             |             |       |              | Australia    | Australia    | 21   |  |
|  |                  |                  |                  |           |           |             |             |             |       |              |              |              |      |  |

| Bandera de Argentina   |
| Campeón Argentina      |
| 1º título del circuito |